# Gwinea Portugalska

Propozycja flagi przedstawiona w 1965 roku przez Almeidę Langhansa.

Gwinea Portugalska (por. Guiné Portuguesa) – kolonia portugalska w zachodniej Afryce w latach 1879–1974, od 1951 posiadała status prowincji zamorskiej. Obecnie niepodległe państwo Gwinea Bissau.
W rezultacie ostrej polityki kolonizatorów była najsłabiej rozwiniętą kolonią Portugalii w Afryce.
Rebelia, którą w 1963 roku rozpoczęła Afrykańska Partia Niepodległości Gwinei i Wysp Zielonego Przylądka (PAIGC) doprowadziła do wyzwolenia kraju.